# هوارد برگر
هوارد برگر (انگلیسی: Howard Berger) چهره‌پردازی است که بیشتر شهرتش به خاطر مجموعه فیلم‌های سرگذشت نارنیا است. وی از سال ۱۹۷۷ تاکنون در بیش از ۲۰۰ فیلم همکاری کرده است. این هنرمند برندهٔ یک جایزه امی به خاطر سریال مردگان متحرک است.